# Новая Игирма
Но́вая Иги́рма — рабочий посёлок в Нижнеилимском районе Иркутской области России. Образует Новоигирминское муниципальное образование. В посёлке расположена железнодорожная станция Игирма на линии Усть-Илимск — Хребтовая.

## Физико-географическая характеристика
Располагается на берегу реки Игирмы, при впадении реки Чёрной, в неглубокой впадине. Средняя высота над уровнем моря составляет 310 м. Наивысшая точка находится на заброшенном когда-то рабочем участке за Кубанским районом и составляет 322 м. Протяжённость Новой Игирмы с севера на юг — 4,12 км, с запада на восток — 4,56 км.
Климат в Новой Игирме умеренный резко континентальный. Зима очень суровая и долгая, в среднем температура от −25 °C до −36 °C, зачастую в январе может достигать −40 °C…-55 °C, погода зимой солнечная, лето сухое и тёплое, солнечное, температура от 25 °C до 35 °C.

## История
Строительство поселка началось с укладкой железнодорожной ветки Хребтовая — Усть-Илимск. 28 декабря 1965 г. со станции Хребтовая на Игирму вышел первый десант строителей. Статус посёлка городского типа с 1966 года.

## Население
| 1970  | 1979  | 1989    | 2002    | 2009    | 2010    | 2011    |
| ----- | ----- | ------- | ------- | ------- | ------- | ------- |
| 7666  | ↗8811 | ↗13 070 | ↘10 965 | ↘10 610 | ↘10 161 | ↘10 122 |
| 2012  | 2013  | 2014    | 2015    | 2016    | 2017    | 2021    |
| ↘9949 | ↘9844 | ↘9732   | ↘9580   | ↗9584   | ↘9496   | ↘9137   |